# 32 Eridanus
32 Eridanus (w Eridanus) é uma estrela dupla na direção da Eridanus. Possui uma ascensão reta de 03h 54m 17.49s e uma declinação de −02° 57′ 17.0″. Sua magnitude aparente é igual a 4.46. Considerando sua distância de 345 anos-luz em relação à Terra, sua magnitude absoluta é igual a −0.66. Pertence à classe espectral G8III.